# Jelovac (Klina)
Pour l’article homonyme, voir Jelovac.
Jelloc en albanais et Jelovac en serbe latin (en serbe cyrillique : Јеловац) est une localité du Kosovo située dans la commune/municipalité de Klinë/Klina et dans le district de Pejë/Peć. Selon le recensement kosovar de 2011, elle compte 246 habitants, tous albanais.

## Démographie

### Évolution historique de la population dans la localité
| 1948 | 1953 | 1961 | 1971 | 1981 | 1991 | 2011 |
| ---- | ---- | ---- | ---- | ---- | ---- | ---- |
| 222  | 232  | 279  | 396  | 413  | 449  | 27   |

|  |